# 818
818 (DCCCXVIII) je bilo navadno leto, ki se je po julijanskem koledarju začelo na petek.

## Dogodki
- 1. januar

## Smrti
- 17. april - Bernard Langobardski, kralj Italije (* 797)
- 26. maj - Ali ar-Rida, šiitski imam (* 766)